# Ciclo vitale diplonte

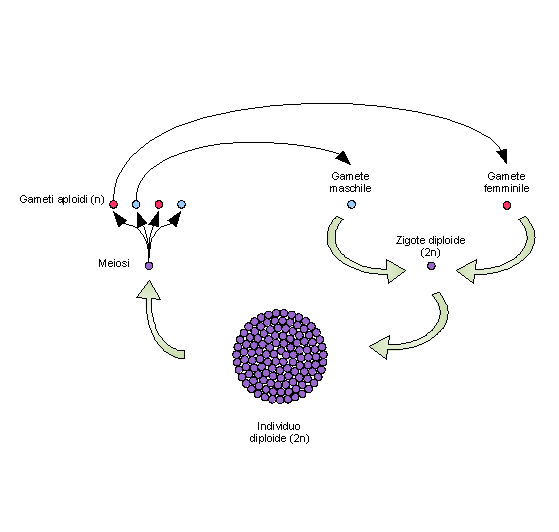
Schema di ciclo vitale diplonte.

Il ciclo vitale diplonte (o a meiosi gametica) è un ciclo biologico in cui gli individui di una specie sono rappresentati esclusivamente da organismi con cariotipo diploide. È tipico di tutti gli animali, ma si riscontra anche in alcune alghe ed in alcuni lieviti come Saccharomyces ludwigii.
Lo zigote, originato dall'unione di due cellule riproduttive aploidi, i gameti, rappresenta la cellula iniziale della fase diploide, che, negli animali, si moltiplica per mitosi generando un organismo pluricellulare. Raggiunta la maturità sessuale, l'organismo ha sviluppato organi riproduttivi, in cui, attraverso il processo della gametogenesi, si producono per meiosi i gameti. La gametogenesi è il preludio alla riproduzione sessuale, in cui i gameti si fondono originando lo zigote. In genere i gameti sono prodotti da individui distinti, perciò il patrimonio genetico dello zigote deriva dall'unione di parte del corredo genetico di due diversi individui.
Nel ciclo diplonte la riproduzione sessuale implica la fusione sia dei citoplasmi dei gameti (plasmogamia) sia dei nuclei (cariogamia). Nelle forme a sessi differenziati, i gameti sono morfologicamente e funzionalmente distinti in spermatozoi e uova, prodotti da uno stesso individuo (ermafroditismo) o da individui di sesso opposto (dioicismo), differenziati in maschi e femmine.